# José Albuquerque de Araújo
José Albuquerque de Araújo (ur. 17 lipca 1968 w Manaus) – brazylijski duchowny katolicki, w latach 2016–2022 biskup pomocniczy Manaus, biskup diecezjalny Parintins od 2023.

## Życiorys
Święcenia kapłańskie przyjął 4 sierpnia 1996 i został inkardynowany do archidiecezji Manaus. Pracował głównie jako administrator i proboszcz wielu parafii w Manaus. Był też m.in. archidiecezjalnym duszpasterzem powołań, wychowawcą w seminarium, prefektem studiów w instytucie teologii pastoralnej oraz rektorem seminarium.
16 marca 2016 papież Franciszek mianował go biskupem pomocniczym archidiecezji Manaus oraz biskupem tytularnym Altava. Sakry udzielił mu 19 czerwca 2016 arcybiskup Sérgio Eduardo Castriani.
21 grudnia 2022 papież Franciszek mianował go biskupem diecezji Parintins. 